# Друмево
Друмево е село в Североизточна България. То се намира в община Шумен, област Шумен. Старото име на селото е Аптаразак.

## География
Селото е разположено на Провадийското плато на около 25 км югозападно от град Шумен. То е разположено приблизително по средата на един от най-кратките маршрути свързващи Шумен с Провадия. Въпреки това обаче връзката му с областния и общински център е изключително лоша. Основният път от години е неподдържан и на много места са се образували слачища. Природата около селото е много красива. Край селото има язовир, който е частна собственост.

## История
До края на 19 век селото е населено от турци. Състояло се е от две села: Желез и Аптаразак. В първото десетилетие на 20 век тук пристигат първите българи. Основно това са хора, тръгнали от Севлиевски, Търновски и Габровски села. Купуват къщи от местното население. Турците ги приемат приятелски и заживяват мирно и спокойно до наши дни. Празнуват заедно християнски и мюсюлмански празници. Българите със собствени средства и труд построяват храм „Успение Богородично“. До края на петдесетте години на 20 век в селото има две турски и едно българско училище. Между тях съществува надпревара за творчески изяви на учениците. Много от турчетата учат в българско училище по желание на родителите им.
От 1960 г. в селото остава едно училище – ОУ „Христо Ботев“, в което се учат българи, турци и роми.
В читалището се води интензивен живот. Има самодеен театрален състав, детски хор и библиотека.
През 1970 г. се построява ново читалище с голям салон за кинопрожекции и други общоселски събрания. Разширява се е и библиотеката.
Така наречената „Здравна служба“ е сграда, в която има лекарски кабинет, стоматолог, за кратък период от време и родилно отделение.
Налице е амбицията всяко семейство да изучи детето си. Така всеки млад човек остава да живее там където е завършил образованието си.

## Население
Численост на населението според преброяванията през годините:
| \| Година на преброяване \| Численост \| \| --------------------- \| --------- \| \| 1934 \| 2434 \| \| 1946 \| 2272 \| \| 1956 \| 2155 \| \| 1965 \| 1905 \| \| 1975 \| 1703 \| \| 1985 \| 1513 \| \| 1992 \| 1269 \| \| 2001 \| 1059 \| \| 2011 \| 940 \| \| 2021 \| 815 \| |           |
| Година на преброяване | Численост |
| 1934 | 2434      |
| 1946 | 2272      |
| 1956 | 2155      |
| 1965 | 1905      |
| 1975 | 1703      |
| 1985 | 1513      |
| 1992 | 1269      |
| 2001 | 1059      |
| 2011 | 940       |
| 2021 | 815       |

### Етнически състав

#### Преброяване на населението през 2011 г.
Численост и дял на етническите групи според преброяването на населението през 2011 г.:
|                     | Численост | Дял (в %) |
| Общо                | 940       | 100,00    |
| Българи             | 113       | 12,02     |
| Турци               | 510       | 54,25     |
| Цигани              | 300       | 31,91     |
| Други               |           |           |
| Не се самоопределят |           |           |
| Неотговорили        | 10        | 1,06      |

## Културни и природни забележителности
В селото има функционираща целодневна детска градина. Обединеното училище в населеното място предоставя общообразователна подготовка за ученици от начален и прогимназиален етап на основно образование, общообразователна и професионална подготовка за ученици от първи гимназиален етап на средно образование. ОбУ "Христо Ботев" в село Друмево е средищно, с целодневна организация на учебния ден за ученици от Друмево и от околните села. Забележителности са добре поддържаните църква и джамия и красивата чешма в центъра на селото.

## Редовни събития
Общоселският събор се провежда в средата на август и по точно на 15 август